# 帚状绢蒿
帚状绢蒿（学名：Seriphidium scopiforme）是菊科绢蒿属的植物。分布于俄罗斯以及中国大陆的新疆等地，生长于海拔1,400米至2,200米的地区，多生于盐碱化的戈壁地区，目前尚未由人工引种栽培。